# Bouma
Bouma – jednostka kształtu, którą zmysł wzroku wyodrębnia i na której skupia się po każdym ruchu gałek ocznych w trakcie śledzenia wzrokiem tekstu w procesie czytania.
Termin ten wprowadził amerykański teoretyk typografii pochodzenia armeńskiego Hrant Papazian w publikacji pt. The Bouma Supremacy. Termin ten pochodzi od nazwiska innego badacza kształtu pisma Hermana Boumy.

## Bouma a ergonomia czytania
Dla dziecka rozpoczynającego naukę czytania, w pierwszej fazie nauki, kiedy wszystkie wyrazy są literowane, boumami są właśnie kolejne litery. Sukcesywnie, w miarę nauki, boumami stają się najłatwiej rozpoznawalne grupy liter, a potem sylaby, aż w końcu u osoby umiejącej już czytać, boumami stają się najczęściej odrębne wyrazy, ewentualnie charakterystyczne, najczęściej spotykane złożenia wyrazów i ewentualnie innych towarzyszących im znaków. Osoby umiejące szczególnie szybko czytać, widzą jako boumy dłuższe wyrażenia, a nawet, w skrajnym przypadku, całe wiersze tekstu.
Charakter boum ma istotne znaczenie w procesie przyswajania tekstu. Boumy o najbardziej zróżnicowanych kształtach i długościach powodują najszybsze i najdokładniejsze odgadnięcie tekstu, a ponadto sama przeciętna długość boumy wpływa na szybkość czytania – zbyt krótkie boumy powodują, że zatrzymywanie wzroku (fiksacja) odbywa się zbyt często, zbyt długie boumy zaś – że trwa zbyt długo.
Boumy, wpływając na ergonomię czytania, mają wpływ również, choć pośrednio, na procesy rozumienia i zapamiętywania tekstu. Im większy komfort ma czytelnik z procesu rozpoznawania tekstu, tym więcej korzyści wyniesie z poznania jego treści.
Na proces powstawania odpowiednio korzystnych boum mają wpływ trzy czynniki:
- pismo
- język
- wygląd znaków (charakter kaligrafii lub pisma ręcznego, krój pisma, rodzaj liternictwa)

## Bouma a pismo
Pisma narodowe oparte na alfabecie łacińskim charakteryzują się szczególnie wysoką czytelnością (rozpoznawalnością), na co wpływ mają następujące czynniki:
- litery nie stykają się z sobą (a więc i nie zlewają)
- litery posiadają bardzo zróżnicowane kształty
  - występowanie w niektórych znakach wydłużeń dolnych (np. g, j, p), w innych wydłużeń górnych (np. b, d, f), w pozostałych brak wydłużeń (np. a, c, e)
  - występowanie liter akcentowanych
  - duże zróżnicowanie szerokości znaków – od bardzo wąskiej litery „i” do kilkukrotnie szerszej „m”
  - występowanie liter w dwóch wielkościach – majuskuł, czyli liter wielkich, oraz minuskuł, czyli liter małych, zwanych tekstowymi

Wszystko to wpływa na fakt, że w pismach łacińskich różne wyrazy mają szczególnie unikatowe kształty, co korzystnie wpływa na powstawanie boum o pożądanych (zróżnicowanych) kształtach. Gorzej jest np. w przypadku pism opartych na cyrylicy, gdzie znaki mają mniejszą różnorodność wyglądu: mniejsza liczba znaków posiada wydłużenia, w niektórych językach z tej grupy nie ma tak wąskich znaków, jak łacińskie „i”, a z kolei „m” ma węższą postać niż łacińska. Skutkiem tego boumy w tych pismach znacznie częściej przypominają mało zróżnicowane prostokąty niż w pismach łacińskich.

## Bouma a język
Boumy mają zróżnicowane cechy charakterystyczne także w zależności od języka. Na przykład w obrębie tego samego pisma łacińskiego teksty w niektórych językach są wizualnie łatwiejsze do czytania niż w innych. Na te różnice mają wpływ następujące elementy:
- przeciętna długość wyrazów
- zróżnicowanie długości wyrazów
- częstotliwość występowania wyrazów łączonych
- częstotliwość stosowania majuskuł
- występowanie znaków narodowych
- reguły interpunkcji
- reguły pisowni skrótów
- najczęściej występujące kombinacje znaków
- stopień fleksyjności
- stopień polisemantyczności

## Bouma a wygląd znaków
Ten aspekt boum dotyczy głównie liter drukowanych, czyli użytego kroju pisma. Poszczególne kroje pisma mają swoje najwydajniejsze boumy w określonych zakresach stopni pisma, jak również w odniesieniu do konkretnych odbiorców i charakteru składu (np. odpowiednia liczba znaków w wierszu).